# 螯合鉑
螯合鉑 (Chelated Platinum) 是鉑金屬或離子化形式的鉑，與螯合劑或抗衡離子形成多個鍵。一些鉑螯合物據稱具有抗微生物及病毒的活性。

## 合成方式
儘管金屬螯合的概念和實際使用很普遍，但應留意的是對於螯合惰性金屬（例如鉑）的報導甚少，而且產量極低。製造螯合的鉑溶液，主要是把例如四銨EDTA，NTA，DTPA或HEDTA型螯合劑與鉑或鉑化合物混合，而產生的螯合鉑將有4種形式：
•	EDTA: (i) (NH4)4-(EDTA)n•Pt, (ii) (NH4)4-n(EDTA•Pt), (iii) K4-n(EDTA•Pt) or (iv) K2-n(EDTA•Pt).
•	NTA: (i) (NH4)4-(NTA)n•Pt, (ii) (NH4)4-n(NTA•Pt), (iii) K4-n(NTA•Pt) or (iv) K2-n(NTA•Pt).
•	DTPA: (i) (NH4)4-(DTPA)n•Pt, (ii) (NH4)4-n(DTPA•Pt), (iii) K4-n(DTPA•Pt) or (iv) K2-n(DTPA•Pt).
•	HEDTA: (i) (NH4)4-(HEDTA)n•Pt, (ii) (NH4)4-n(HEDTA•Pt), (iii) K4-n(HEDTA•Pt) or (iv) K2-n(HEDTA•Pt).
核心技術是利用橋式異質螯合體結構，捕捉金屬離子，成為穩定的螯合物水溶狀態。出人意料的是，在這種特定的多相橋式螯合狀態下，鉑離子變得非常穩定。因此，螯合鉑液便是高能量的電介質溶液。
銀、鉑和金是最著名的貴金屬。但是，從更全面和化學的角度來看，它們應稱為惰性金屬。惰性金屬非常穩定。它們很難直接參與普通的酸鹼反應並轉化為金屬化合物。因此，它們可以在自然界中以單個元素的形式單獨存在。銀、鉑和金只能在非常特殊的反應環境下，才可以轉變為金屬絡合物。然而，要把惰性金屬製成在酸性和鹼性條件下穩定的螯合物，便會更加困難。最關鍵原因是整個過程須要經過比較大的能量處理才可做到水溶性的效果。

## 抗微生物及病毒特性
一般而言，貴金屬以穩定的狀態存在，所以，要拆開它成為離子並且有水溶性效果，是一個非常不簡單過程。物質通過高能量處理後，便會因為電池儲能效應而有儲能的能力。基於這個模式，貴金屬離子化後的水溶狀態必然成為高能量性的水溶物質。因此，螯合鉑便會有高能量和豐富的電介質特性。當螯合鉑與細菌膜或病毒外層結構接觸時，接觸點便會進行能量轉換，情況好比電流短路，導致細胞或病毒破裂，發揮殺菌作用。而且鉑在有機螯合水溶狀態中，離子化模式存在比較一般離子穩定，而且濃度和密度可以隨便調校，可讓這殺菌材料得到有效濃度和殺菌能力。除此之外，鉑的特性是眾所週知的催化劑之王，它有催化和還原作用，但本身並沒有參與化學反應。 由於螯合鉑在殺菌過程中，沒有損耗鉑，因而可以更持續進行消滅細菌和病毒的工作，從而達到更好的消毒效果。
與其他抗微生物和抗病毒的金屬離子，例如銀、金和銅相同，鉑離子也是帶正電。根據化學特性，革蘭氏陽性和革蘭氏陰性細菌的表面是帶負電。同時，在真菌和包膜病毒中也可以發現相似的表面特徵。帶正電的鉑離子將通過靜電相互作用被帶負電的細胞表面結構吸引，並參與電子轉移。隨著外膜結構變得不穩定，外膜電位改變，酸鹼值和局部電導率的變化，外膜的通透性將顯著增加，從而導致微生物或病毒外膜層破裂。此外，蛋白質的某些功能群可能與金屬離子結合，從而導致蛋白質變性。最終將觸發細胞死亡或破壞病毒結構。除了外膜的結構損傷外，金屬離子還助長活性氧類(ROS)在細胞內產生。ROS會氧化穀胱甘肽，而穀胱甘肽是細菌中至關重要的化合物，它可以通過抗氧化防禦系統對抗ROS。由於細胞內三磷酸腺苷水平的降低，細胞酶變性，蛋白質合成的中斷，以及由氧化壓力或與金屬離子的直接相互作用造成的脫氧核糖核酸損傷，令細胞遭受破壞。由於大多數細胞生物分子中某些原子（例如氮，氧和硫）與金屬離子的相互作用非常強，同時具非特異性，因此，金屬離子可能具有廣譜的抗菌特性。

## 安全性
關於安全性，鉑不會被人體吸收。 與此同時，鉑已廣泛用於多種醫療植入物中，例如牙科合金，動脈瘤線圈，醫療器械電極，冠狀動脈支架和導管。對於人體對鉑過敏的報導亦很少。只有與鉑配位的非惰性離去基之鉑化合物，例如複合鹵化鉑鹽或順鉑，才對人體產生過敏或毒性。由於螯合鉑離子是以大分子的形式與螯合劑緊密結合，因此，潛在的生物毒性風險問題理應較低。